# Henri Michel

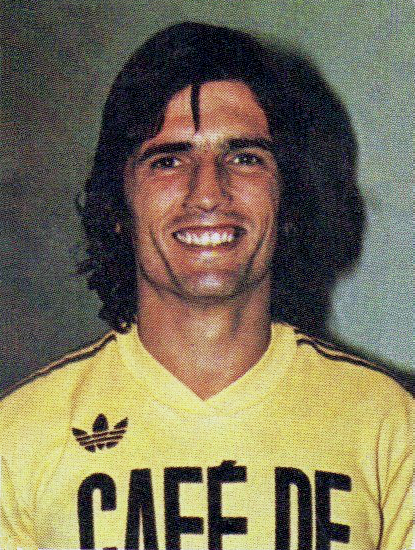
Henri Michel (1976)

Henri Louis Michel (Aix-en-Provence, 29 oktober 1947 – aldaar, 24 april 2018) was een Franse voetbalcoach,  Michel was tevens voetballer en fungeerde voornamelijk als middenvelder.

## Loopbaan als speler
Michel begon zijn spelerscarrière bij de kleine club AS Aix, waar hij van 1964 tot en met 1966 onder contract stond. Daarna maakte hij de overstap naar FC Nantes. Daar werd hij driemaal landskampioen (1973, 1977 en 1980), eindigde hij vijfmaal op de tweede plaats in diezelfde Ligue 1, won hij de Coupe de France in 1979 en was hij tweemaal verliezend finalist (in 1970 en 1973). Tussen 1967 en 1980 kwam hij 58 maal uit voor het Frans voetbalelftal en scoorde daarin vier doelpunten.

## Loopbaan als trainer
Twee jaar na het beëindigen van carrière begon hij zijn trainersloopbaan bij Jong Frankrijk, die hij van 1982 tot 1984 onder zijn hoede had. Daarna werd hij bondscoach van Frankrijk, als opvolger van Michel Hidalgo, en pakte hij direct in zijn eerste jaar een prijs door op de Olympische Zomerspelen 1984 de gouden medaille op te eisen. Frankrijk kwalificeerde zich voor het WK voetbal 1986 en bereikte daar de derde plaats. Hij bleef bondscoach tot en met 1990, maar kon zich niet kwalificeren voor het EK voetbal 1988 en het WK voetbal 1990. Na een beschamende 1-1 tegen Cyprus werd hij in 1990 ontslagen door de Franse voetbalbond.
Na zijn ontslag wisselde hij het trainen op internationaal niveau af met het trainen op clubniveau. Zijn eerste club was Paris Saint-Germain, waar hij in het seizoen 1990/91 actief was. Daar wilde het niet vlotten en na dat seizoen vertrok hij bij de club om drie jaar niet actief te zijn als trainer. In 1994 werd hij echter aangesteld als bondscoach van het Kameroens voetbalelftal, maar werd al snel overgehaald om hoofdtrainer te worden bij Al-Nassr. Dit bleek echter geen succes en hij keerde terug in het interlandvoetbal als bondscoach van het Marokkaans voetbalelftal waar hij van 1995 tot en met 2000 actief was. Hij kwalificeerde zich met Marokko voor het WK voetbal 1998 en de African Cup of Nations 2000. Bij dit laatste toernooi vielen de prestaties tegen en werd hij ontslagen.
Lang hoefde hij niet te wachten op een nieuwe werkgever. De Verenigde Arabische Emiraten wilden gebruikmaken van zijn diensten en Michel stemde daarmee in. Het boterde echter niet in het Midden-Oosten en hij keerde heel even terug naar Europa om Aris Saloniki te trainen. Daarna zocht hij al vrij snel Afrika weer op om bondscoach van Tunesië te worden. Met dat land kwalificeerde hij zich voor het WK voetbal 2002 en de African Cup of Nations 2002. Net als in zijn Marokkaanse periode vielen de prestaties op de Afrika Cup tegen en werd hij ontslagen, waardoor hij het WK misliep. In 2003 probeerde hij het nog een keer als clubcoach en voor het eerst met succes.
Als coach van het Marokkaanse Raja Casablanca behaalde hij in een seizoen twee prijzen. Allereerst werd hij Champion du Maroc, om later dat seizoen de CAF Champions Cup te winnen. Hij kreeg vervolgens een aanbod om bondscoach te worden van het Ivoriaans voetbalelftal. Met Ivoorkust kwalificeerde hij zich voor het WK voetbal 2006, wat de eerste keer was voor dat land. De Ivorianen werden echter al in de groepsfase uitgeschakeld en Michel besloot te vertrekken bij De Oranje Olifanten. Al-Arabi uit de Qatari League werd zijn nieuwe club. Na drie maanden moest hij er echter al opstappen. Begin 2007 tekende hij bij het Egyptische Al-Zamalek. In augustus 2007 accepteerde Henri het bod van de Marokkaanse voetbalbond om terug te keren als bondscoach. Zes maanden later eindigde zijn tweede ambtstermijn als Marokkaans selectieheer.
Eind 2008 wachtte hem een nieuw avontuur. Michel ging in op het aanbod van Mamelodi Sundowns uit Zuid-Afrika. In maart 2009 vertrok hij bij deze club. In augustus van dat jaar keerde hij terug naar Al-Zamalek, waar hij na amper drie maanden alweer vertrok. Ook zijn terugkeer naar Raja Casablanca in 2010 duurde maar kortstondig. In 2011 was hij bondscoach van Equatoriaal-Guinea, in augustus 2012 werd hij bondscoach van Kenia, maar dat avontuur duurde niet lang.

## Overlijden
Op 24 april 2018 is Michel na een ziekbed op 70-jarige leeftijd overleden.